# Familienzusammenführung
Die Familienzusammenführung oder der Familiennachzug ist ein Zuzug von Familienangehörigen zu einer Person, die sich bereits im Zielland aufhält oder gemeinsam mit den Familienangehörigen zuziehen will, zum Zwecke der Herstellung oder Aufrechterhaltung der Familieneinheit. Die Familienzusammenführung ist in der Regel gleichzeitig oder nachträglich möglich, auch nach Geburt eines ausländischen Kindes im Inland. Man unterscheidet in der Regel zwischen Ehegattennachzug, Kindernachzug, Elternnachzug und dem Nachzug sonstiger Familienangehöriger.
Der Familiennachzug wird in den einzelnen Ländern unterschiedlich gewährt und die rechtlichen Bestimmungen differieren erheblich.

## UNO-Kinderrechtskonvention
Artikel 10, Absatz 1 zur Familienzusammenführung in der Kinderrechtskonvention der UNO vom 20. November 1989 lautet:
Diese Regelung soll einerseits dem Kindeswohl dienen, indem Anträge „aufgeschlossen, human und beschleunigt“ zu bearbeiten sind,  und andererseits den Vertragsstaaten den Spielraum ermöglichen, den Zuzug von Ausländern selbst regeln zu können.

## Europäische Menschenrechtskonvention
Artikel 8 Absatz 1 der Europäischen Menschenrechtskonvention (EMRK) vom November 1950 schützt das Familienleben und ist bei der Familienzusammenführung zu berücksichtigen:
Der österreichische Verfassungsgerichtshof entschied im Jahr 2003, dass eine unbedingte Geltung der Quotenpflicht nicht mit Artikel 8 EMRK vereinbar sei.
Der Europäische Gerichtshof für Menschenrechte befand am 8. November 2016, dass das Schweizer Bundesgericht aufgrund unzureichender Gewichtung des individuellen Kinderwohles den Artikel 8 EMRK und die UN-Kinderrechtskonvention nicht ausreichend berücksichtigt habe.

## Europäische Union
Die Familienzusammenführung durch Drittstaatsangehörige, die sich rechtmäßig im Gebiet der
Mitgliedstaaten aufhalten, ist durch die Richtlinie 2003/86/EG (Familienzusammenführungsrichtlinie) vom 22. September 2003 geregelt.
Unbegleitete Minderjährige können unter bestimmten Voraussetzungen mit ihren Familienangehörigen in Europa zusammengeführt werden. Das Dublin-Verfahren ermöglicht, dass ein anderer EU-Staat ihr Asylverfahren übernimmt, wenn sich die Familie dort aufhält (Art. 8 Dublin-III-Verordnung). Unter Umständen können auch die Eltern und Geschwister zu einer minderjährigen Person einreisen (Art. 9, Art. 7 Abs. 3 Dublin-III-Verordnung sowie Erwägungsgründe 13 bis 18 der Verordnung). Die Familienzusammenführung ist ausgeschlossen, wenn diese nicht dem Kindeswohl dient. Daher muss in jedem Einzelfall die zuständige Jugendschutzbehörde eingebunden werden und eine Kindeswohlprüfung vorgenommen werden.
Die Richtlinie 2011/95/EU (Qualifikationsrichtlinie) gewährt Flüchtlingen und subsidiär Schutzberechtigten gleiche Rechte bei der Familienzusammenführung.
Die Zustimmung zur Familienzusammenführung von Drittstaatsangehörigen erfolgt weiterhin nach nationalem Recht, sodass in einigen EU-Staaten die Situation der Inländerdiskriminierung entstanden ist, weil die Voraussetzungen für den Nachzug zu eigenen Staatsangehörigen noch nicht an die günstigeren Bedingungen für EU-Bürger angepasst worden sind. So werden beispielsweise in Deutschland für den Ehegattennachzug zu einem Deutschen u. a. Sprachkenntnisse des Ehepartners gefordert, die vom Ehepartner eines EU-Bürgers nicht gefordert werden.
In Deutschland richtet sich der Familiennachzug zu nicht-deutschen Unionsbürgern nach § 5 Abs. 2 Freizügigkeitsgesetz/EU.

## Deutschland

### Regelungen
Ausgangspunkt für den Nachzug von Ehepartnern oder anderen Familienmitgliedern ist der im Art. 6 Grundgesetz verankerte Schutz von Ehe und Familie.
Das Bundesverfassungsgericht (BVerfG) entschied im Jahr 1987 zur Familienzusammenführung im Hinblick auf Art. 6 Abs. 1 und Abs. 2 Satz 1 GG verankerten Grundrecht zum Schutz von Ehe und Familie, dass diese Grundsatznorm keinen grundrechtlichen Anspruch auf Ehegattennachzug nach Deutschland begründet. Der Gesetzgeber muss sie entsprechend dem Grundsatz der Verhältnismäßigkeit berücksichtigen, er hat jedoch grundsätzlich weiten Gestaltungsspielraum bei der Wahrnehmung seiner Schutz- und Förderpflichten.
In der Bundesrepublik Deutschland wird die Familienzusammenführung durch das Aufenthaltsgesetz (AufenthG) im Abschnitt 6 Aufenthalt aus familiären Gründen (§§ 27 bis 36a) geregelt. Die Zustimmung zum Familiennachzug wird von der Ausländerbehörde in Abstimmung mit den Deutschen Auslandsvertretungen erteilt, manchmal in Zusammenarbeit mit Unterstützungszentren der IOM. Im August 2007 trat die Novellierung des Gesetzes in Kraft. Die Zustimmung erfolgt in einem Visaverfahren und ist seit 2007 gebunden an Nationalität, Sprachkenntnisse, Sicherung des Lebensunterhaltes und in manchen Fällen Wohnungsgröße. Seit 2007 ist auch der Familiennachzug zu einem deutschen Staatsangehörigen unter bestimmten Umständen an das Einkommen gebunden. In der Gesetzesbegründung heißt es, das sei dann der Fall, wenn eine Familienzusammenführung im Ausland zumutbar ist, was für Eingebürgerte oder Doppelstaatler eher der Fall sein soll als für Deutsche ohne anderen kulturellen Hintergrund.
Es besteht im deutschen Asyl- und Aufenthaltsrecht kein Anspruch auf Geschwisternachzug. Sie gehören nicht zur sogenannten „Kernfamilie“, sondern sind unter der Gruppe „sonstige Familienangehörige“ subsumiert.
2007 wurde ein Ehegattennachzugsalter von 18 Jahren beschlossen. Ebenso wurde beschlossen, dass einfache Deutschkenntnisse gemäß der Stufe A1 des europäischen Sprachenzertifikats nachgewiesen werden müssen. Durch diesen Sprachtest sollten die Integration erleichtert und Zwangsehen verhindert werden. Die nachziehenden Ehepartner von Inhabern der Blue Card sowie von Hochqualifizierten nach § 19 AufenthG sind ebenso wie anerkannte Hochschulabsolventen vom Nachweis von Deutschkenntnissen befreit.
Am 10. Juli 2014 entschied der Europäische Gerichtshof, dass die getroffene Regelung gegen die Stillhalteklausel des Assoziierungsabkommens EWG – Türkei (Art. 41 Abs. 1 des Zusatzprotokolls) verstößt und mit der Richtlinie zur Familienzusammenführung (Richtlinie 2003/86/EG) unvereinbar ist. Nach diesem Urteil wurde im Bundesinnenministerium erwogen, die Regelung zugunsten eng definierter Härtefälle auszuweiten.
Seit dem 6. September 2013 ist nach § 27 Abs. 5 AufenthG jeder Inhaber einer Aufenthaltserlaubnis, die ihm im Rahmen des Familiennachzugs gewährt wurde, zur Ausübung einer Erwerbstätigkeit berechtigt.
Personen mit einem Flüchtlingsstatus (§ 3 AsylG oder § 16a GG) können ihre Familienmitglieder aus dem Herkunftsland oder einem Transitland, in dem sich die Familie legal aufhält, nach Deutschland nachholen. Diese Art des Familiennachzugs beschränkt sich auf die sogenannte Kernfamilie und umfasst Verwandte 1. Grades (Eltern und Kinder) und Ehegatten. Bei unbegleiteten minderjährigen Flüchtlingen besteht ein Anspruch auf den Nachzug beider Eltern bis zur Erreichung des 18. Lebensjahres. Dieser Anspruch besteht ohne Nachweis der Sicherung des Wohnraums und des Lebensunterhalts.
Zum 1. August 2015 trat eine Änderung des Aufenthaltsgesetzes in Kraft, die den Familiennachzug für subsidiär Schutzberechtigte erleichterte. Nach einem Beschluss der Spitzen der Regierungsparteien vom Januar 2016 wurde allerdings bei subsidiär Schutzberechtigten, denen nach dem 17. März 2016 die Aufenthaltserlaubnis erteilt worden war, eine Familienzusammenführung zwei Jahre lang ausgesetzt, mit bestimmten Ausnahmen für Flüchtlingsangehörige in Flüchtlingscamps (siehe hierzu: Asylpaket II).
Am 8. März 2018 wurde das Gesetz zur Verlängerung der Aussetzung des Familiennachzugs zu subsidiär Schutzberechtigten erlassen. Es aktualisiert § 104 Abs. 13 des Aufenthaltsgesetzes.

Danach wurde die zweijährige Aussetzung des Familiennachzugs zu subsidiär Geschützten, die zum 16. März 2018 auslief, bis zum 31. Juli 2018 verlängert. Seit dem 1. August 2018 konnte aus humanitären Gründen monatlich insgesamt 1.000 Ehegatten und minderjährige Kinder subsidiär Geschützter bzw. Eltern subsidiär geschützter Minderjähriger eine Aufenthaltserlaubnis erteilt werden, wobei Härtefälle (nach § 22 des Aufenthaltsgesetzes) nicht auf dieses Kontingent angerechnet wurden. Dem Koalitionsvertrag der 21. Wahlperiode des Bundestages entsprechend brachten im Juni 2025 die CDU/CSU-Fraktion und die SPD-Fraktion einen gemeinsamen Gesetzentwurf zur Aussetzung des Familiennachzug zu subsidiär Schutzberechtigten in den Bundestag ein; am 28. Juni 2025 wurde der Gesetzesentwurf vom Bundestag beschlossen; Ausnahmen gelten für Härtefälle. Zugleich wurde durch das neue Gesetz das Ziel der Begrenzung des Zuzugs nach Deutschland im Aufenthaltsgesetz festgelegt. Die Aussetzung des Familiennachzugs zu subsidiär Schutzberechtigten trag am 24. Juli 2025 in Kraft und dauert bis zum 23. Juli 2027; anders als bei der Aussetzung 2016 (vgl. oben) gilt dies auch für subsidiär Schutzberechtigte, die bereits eine Aufenthaltserlaubnis haben.
Seit dem 14. September 2013 können Ehegatte und Abkömmlinge von Spätaussiedlern in deren Aufnahmebescheide aufgenommen werden.
Deutschland wird vielfach dafür kritisiert, Verfahren zum Familiennachzug zu verzögern. Beim sogenannten Berliner Vergleich, der auch „Berliner Erpressung“ genannt wird, soll das Auswärtige Amt in den vergangenen Jahren in tausenden Fällen Asylverfahren vor Gericht verzögert haben und erst gegen Klagerücknahme und Kostenübernahme durch Betroffene den Familiennachzug erlaubt haben. Daraufhin kündigte der damalige SPD-Kanzlerkandidat Olaf Scholz im Jahr 2021 Verbesserungen bei der Visabearbeitung für den Familiennachzug an.

### Zahlen
Eine wichtige Grundlage für die Erfassung des Ehegatten- und Familiennachzugs ist die Visastatistik des Auswärtigen Amtes, in der allerdings der visafreie Nachzug aus Ländern wie USA, Kanada, Israel, Australien, Schweiz und EU-Staaten nicht erfasst wird. Seit 2005 wird auch das Ausländerzentralregister (AZR), das ein umfassenderes Bild liefert, als Datenquelle herangezogen. Aufgrund der unterschiedlichen Datenbasis sind die Zahlen nur eingeschränkt vergleichbar. Seit Juli 2016 wird der Aufenthaltstitel der in Deutschland aufhältigen Person, zu der der Familiennachzug erfolgt, systematisch im AZR gespeichert.
Die deutschen Behörden stellten für Familiennachzüge die folgende Anzahl an Visa aus:
Von 1998 bis einschließlich 2012 handelte es sich bei über 75 % der Nachziehenden um Ehegatten. Es waren in jedem Jahr mehr weibliche als männliche Nachziehende; dies galt sowohl für den Nachzug zu Ausländern als auch für den Nachzug zu Deutschen. Bis einschließlich 2012 lag die Zahl der Erwachsenen, die aufgrund eines Familiennachzugs einreisten, der kein Ehegattennachzug war, stets bei unter 1 %. In den Jahren 2013 und 2014 war er auf knapp über 5 % gestiegen. Der Umfang des Familiennachzugs zu unbegleiteten minderjährigen Flüchtlingen nach § 36 Abs. 1 AufenthG wurde im Juni 2015 als gering eingeschätzt. Laut Bundesfachverband unbegleitete minderjährige Flüchtlinge hatten zu diesem Zeitpunkt in Deutschland nur 504 Personen eine Aufenthaltserlaubnis aufgrund einer solchen Familienzusammenführung erhalten. Bis zum 30. November 2015 war die Zahl auf 716 Personen gestiegen. Im Jahr 2015 zogen insgesamt 442 Eltern zu ihren minderjährigen Kindern nach. 2016 lebten rund 65.000 unbegleitete minderjährige Ausländer in Deutschland, und 3.200 Visa wurden für den Nachzug ihrer Eltern vergeben.

## Österreich
Die Familienzusammenführung ist im Niederlassungs- und Aufenthaltsgesetz (NAG) von 2005 und im Asylgesetz 2005 geregelt. Die politische Unterscheidung zwischen „erwünschter Migration“ und „unerwünschter Migration“ wurde immer bedeutender, wobei Familienmigration mit der (unerwünschten) Einwanderung von gering qualifizierten Personen assoziiert und daher als problematisch in Hinblick auf die Integration eingestuft wurde.  Das NAG regelt Einreise und Aufenthalt von Familienangehörigen von Drittstaatsangehörigen, EU-Staatsbürgern und österreichischen Staatsangehörigen. Für Flüchtlinge und Personen, die subsidiären Schutz genießen, gilt das Asylgesetz. Die österreichische Familienmigrationspolitik weist sowohl liberalisierende (frühere Arbeitsaufnahme, Reduzierung der Abhängigkeit vom Zusammenführenden) wie auch restriktive (Erhöhung des Mindestalters bei Ehen, Nachweis von Sprachkenntnissen) Tendenzen auf. Trotz expliziter Kritik der Europäischen Kommission besteht Österreich auf der Beibehaltung einer Quote für zuziehende Familienangehörige von Asylbewerbern und Drittstaatsangehörigen, die nicht hochqualifizierte Schlüsselkräfte sind. 
Die in Österreich geltenden Voraussetzungen für Familienzusammenführung und Einbürgerung gehörten 2017 laut MIPEX-Bericht von 2015 zu den restriktivsten in Europa.
Am 4. März 2025 kündigte die Bundesregierung Stocker als eine ihrer ersten Maßnahmen an, den 
Nachzug von Familienmitgliedern Asylberechtigter zu stoppen. Am 12. März fasste sie diesen Beschluss, da angabegemäß die innere Sicherheit durch den Nachzug gefährdet sei. Die Maßnahme ist rechtlich umstritten und muss noch vom Nationalrat gebilligt werden.

## Schweiz
In der Schweiz wird der Familiennachzug seit dem 1. Januar 2008 durch das schweizerische Ausländergesetz gewährt.
EU-/EFTA-Staatsangehörige, die ein Aufenthaltsrecht für die Schweiz erworben haben, können aufgrund des Freizügigkeitsabkommens zwischen der Schweiz und der EU aus dem Jahr 1999 ihre Familienangehörigen nachziehen lassen. Das gilt auch für Schweizer Staatsangehörige, deren Familienangehörige über ein dauerhaftes EU-/EFTA-Aufenthaltsrecht verfügen. Angehörige aus einem Drittstaat außerhalb der EU/EFTA können nur unter bestimmten restriktiven Bedingungen nachziehen. Das Schweizer Parlament lehnte 2010 eine Anpassung des Ausländergesetzes ab, so dass die Schweizer Bürger beim Familiennachzug noch immer schlechter gestellt sind als EU-Bürger in der Schweiz.

## Vereinigtes Königreich
Im Vereinigten Königreich ist der Familiennachzug – auch zu Familienmitgliedern mit britischer Staatsangehörigkeit – an das Einkommen gebunden. Im Jahr 2023 musste für ein family visa ein Einkommen in Höhe von £18,600 nachgewiesen werden; Regierungsplänen zufolge soll diese Grenze im Frühjahr 2024 auf £29,000 angehoben werden und 2025 bei £38,700 liegen. Für bereits im Vereinigten Königreich lebende Ausländer sollen die Anhebung der Einkommensgrenze nicht gelten. Ziel sei die Verringerung der Einwanderung. Ex-Minister Lord Barwell erklärte, es sei „moralisch verkehrt“, festzulegen, dass „nur die Reichsten sich verlieben, heiraten und ihren Partner mit ins Vereinigte Königreich bringen können“. Kritiker bemängelten zudem, dass die Regelung Umzüge aus Irland nach Nordirland einschränke, was dem Sinn des Karfreitagsabkommens widerspreche.